# Paljukkajärvi
Paljukkajärvi är en sjö i Pajala kommun och Övertorneå kommun i Norrbotten och ingår i Torneälvens huvudavrinningsområde. Sjön har en area på 0,0621 kvadratkilometer och ligger 228,9 meter över havet.

## Delavrinningsområde
Paljukkajärvi ingår i det delavrinningsområde (744502-183662) som SMHI kallar för Ovan Aapuajoki. Medelhöjden är 203 meter över havet och ytan är 75,47 kvadratkilometer. Räknas de 4 avrinningsområdena uppströms in blir den ackumulerade arean 173,96 kvadratkilometer. Pentäsjoki (Karhujoki) som avvattnar avrinningsområdet har biflödesordning 2, vilket innebär att vattnet flödar genom totalt 2 vattendrag innan det når havet efter 165 kilometer. Avrinningsområdet består mestadels av skog (65 procent) och sankmarker (32 procent). Avrinningsområdet har 0,06 kvadratkilometer vattenytor vilket ger det en sjöprocent på 0,1 procent.